# Richtfunkturm Bremerhaven
Der Richtfunkturm in Bremerhaven ist ein Sendeturm im Bremerhavener Stadtteil Mitte.

## Bau und Aufgabe
Der Stahlbetonturm wurde zwischen 1962 und 1965 erbaut und steht ungefähr da, wo früher die Schleuse zum  Alten Hafen lag. Er ist insgesamt 107,3 m hoch. Die 33 m hohe Antennennadel endet in  113,6 m Höhe über Normalnull. Der Turm trägt zahlreiche Sende- und Empfangsanlagen für Seefunkzwecke, Pegeldatenfunk, Richtfunkverbindungen zu Radarantennen der Landradarkette der Unter- und Außenweser und Antennen für das AIS-System. Außerdem befinden sich Antennen von Bundes- und Landesbehörden auf dem Turm.
Im 7,50 Meter hohen Turmkopf des Richtfunkturms befindet sich in 59 Metern Höhe ein für den Publikumsverkehr zugänglicher Besucherraum, darüber, in 62,5 Metern Höhe, ein Geräteraum. Im Unterschied zu anderen Sendetürmen mit Aussichtsplattformen gehört der Richtfunkturm nicht der Deutschen Telekom oder einer Rundfunkanstalt, sondern dem Wasserstraßen- und Schifffahrtsamt Bremerhaven.
Der Richtfunkturm wird gemeinhin als Radarturm bezeichnet, obwohl er über keine Radarantenne verfügt.

## Tourismus
Der Radarturm ist bis auf Weiteres für den Tourismusverkehr nicht geöffnet.